# Villa Louvigny
Koordinaten: 49° 36′ 41″ N, 6° 7′ 21″ O

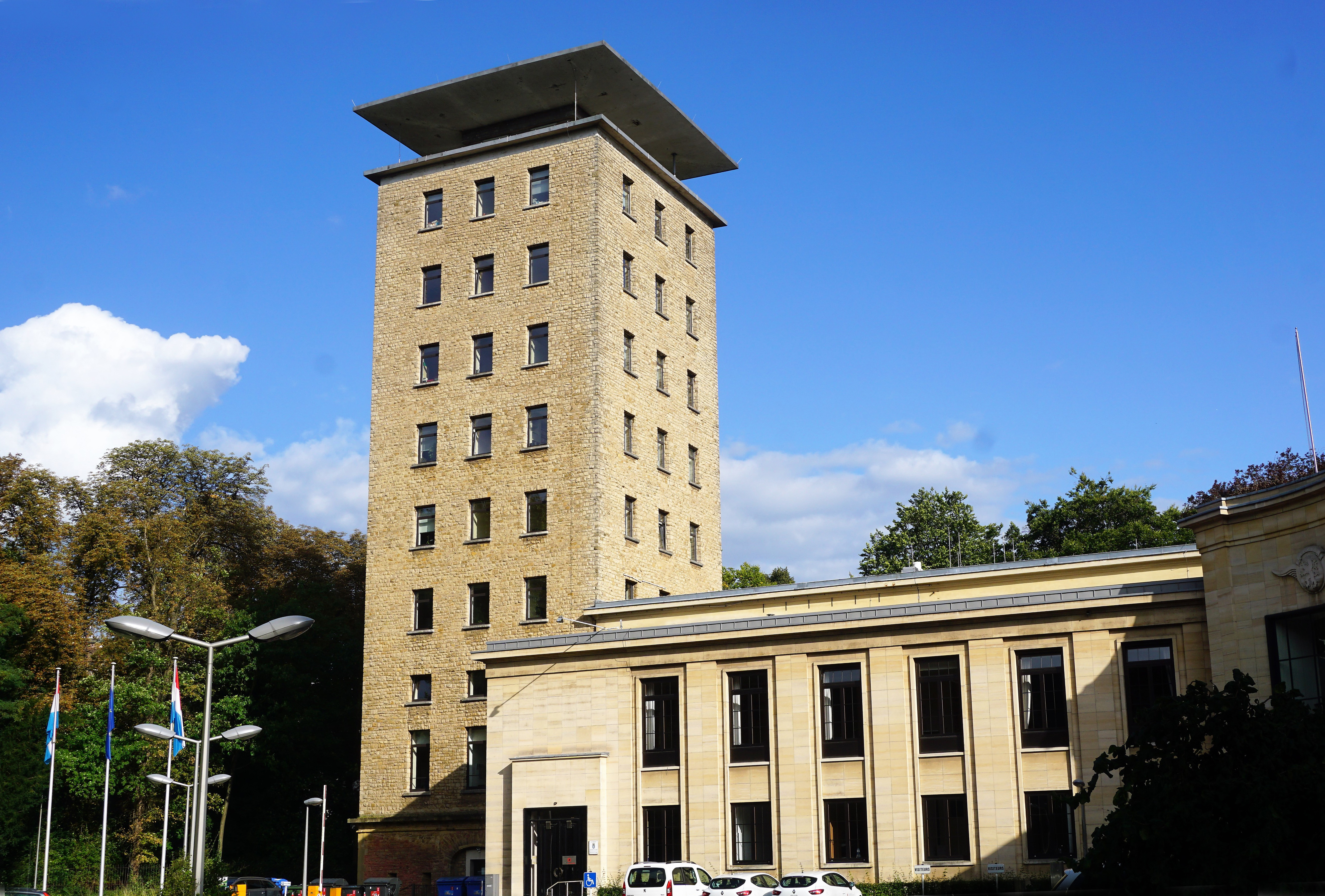
Die Villa Louvigny, im August 2017

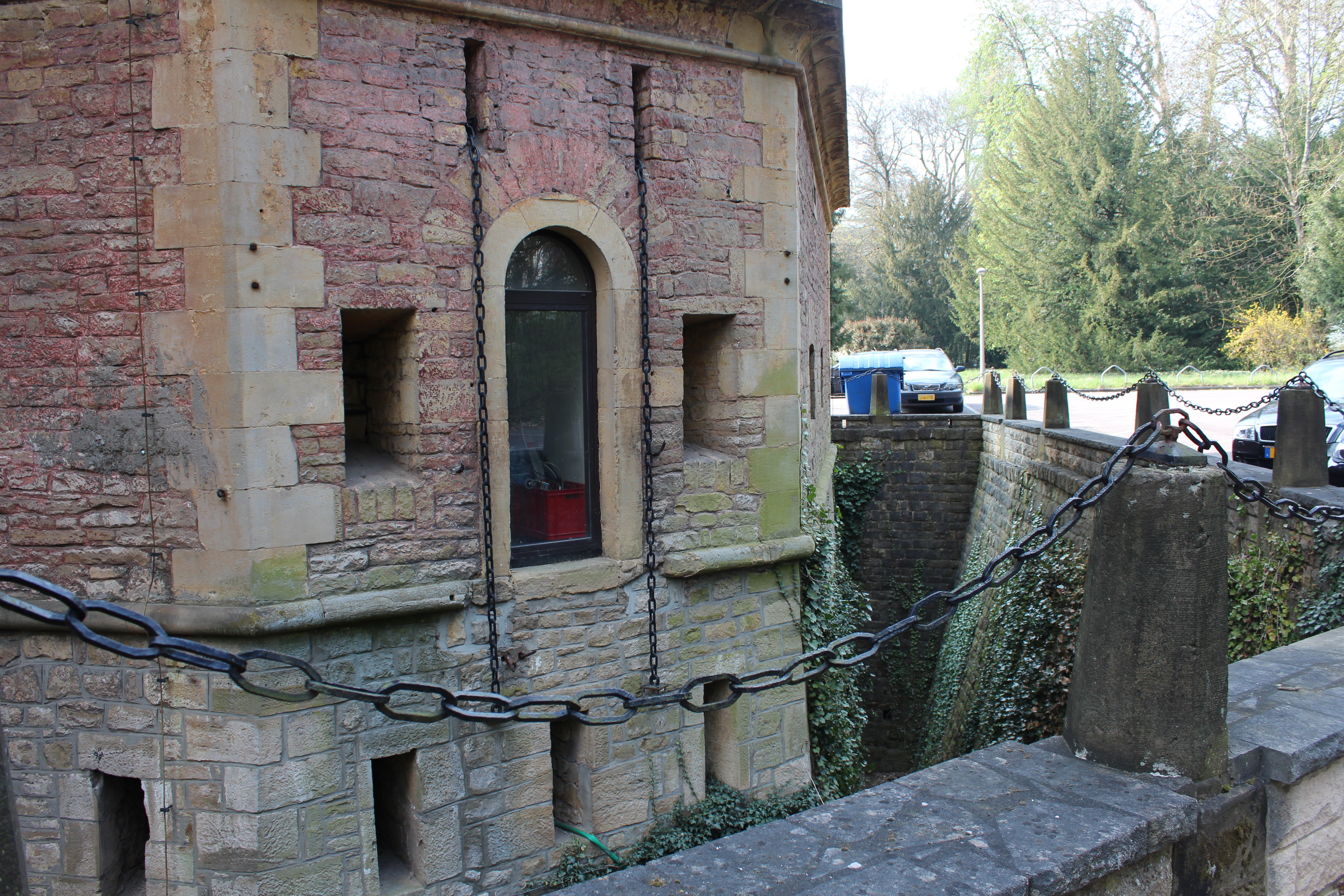
Reste des Fort Louvigny, Fundament des Turmes.

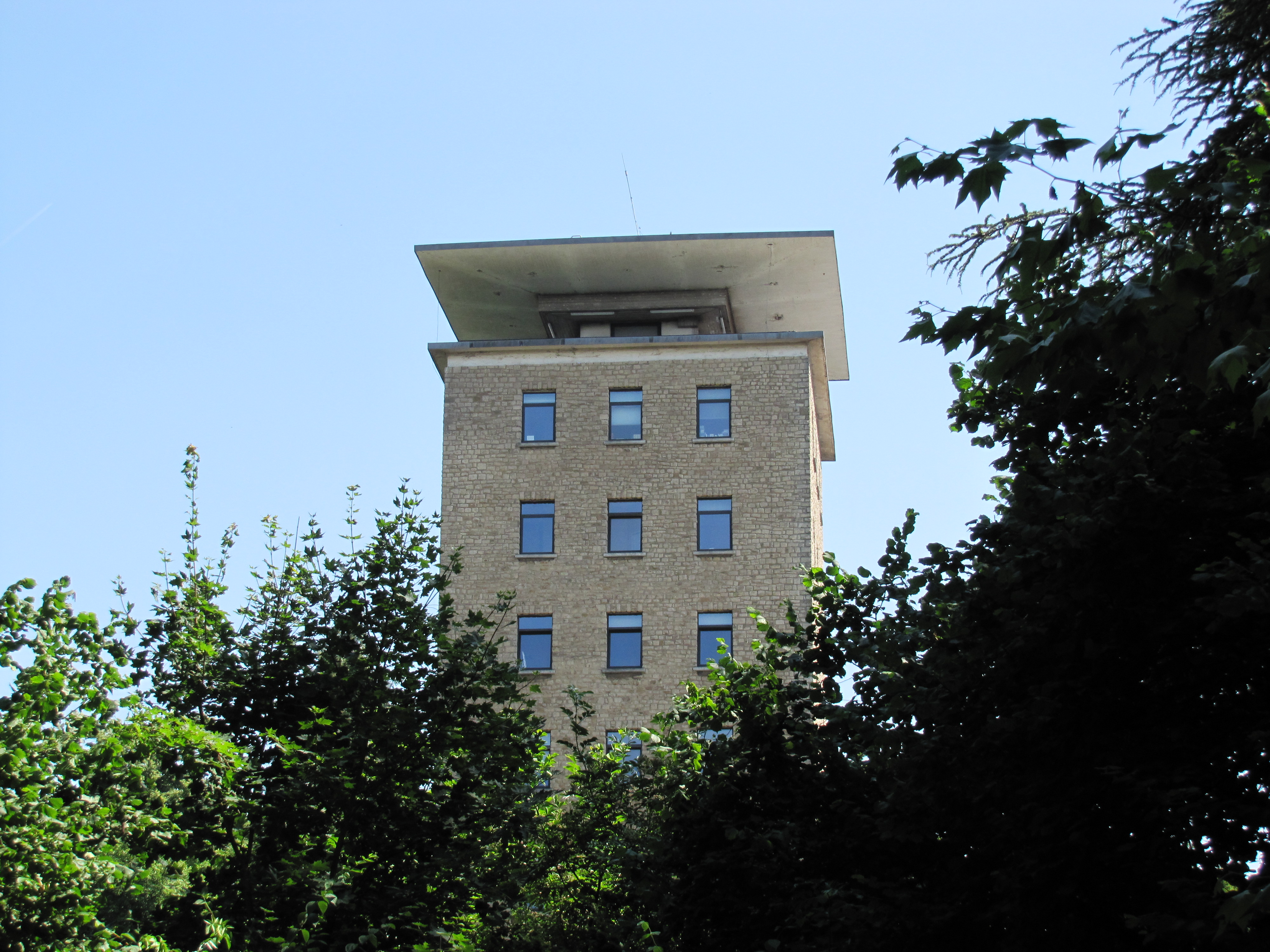
Turm der Villa Louvigny, Juli 2013

Die Villa Louvigny ist ein Gebäude im Stadtpark der Stadt  Luxemburg, gelegen an der Allée  Marconi. Sie wurde 1871 auf den Grundmauern des Blockhauses des Fort Louvigny errichtet und diente u. a. als Gartenrestaurant und Festsaal.
Benannt wurde sie nach dem Erbauer des Forts, dem Festungsingenieur Jean Charles Christophe Louvigny.
1932 mietete die Compagnie Luxembourgeoise de Radiodiffusion (die spätere Compagnie Luxembourgeoise de Télédiffusion, heute RTL Group) die Villa, bevor sie sie 1936 kaufte. Sie diente als Firmensitz und Funkhaus für die mehrsprachigen Hörfunk- und Fernsehprogramme des Senders.
In den 1950er Jahren wurde das Gebäude um einen Konzert- und Sendesaal sowie einen markanten achtstöckigen Turm erweitert. 1962 und 1966 wurde der Grand Prix Eurovision de la Chanson in der Villa Louvigny veranstaltet.
1991 zogen Verwaltung und Studios des Senders in ein neues Funkhaus auf dem Kirchberg-Plateau um, 1996 folgten auch die technischen Abteilungen. Bis zur Fertigstellung der neuen Luxemburger Philharmonie im Jahr 2005 diente der Sendesaal als Konzertsaal des Luxemburger Philharmonie-Orchesters (ehemals RTL-Orchester).
Bis zum Sommer 2022 beherbergte das Gebäude einige Jahre lang das Gesundheitsministerium des Großherzogtums Luxemburg.
Ab 2023 soll die Villa umgebaut und in Zuständigkeit des Kultusministeriums zukünftig für kulturelle Zwecke genutzt werden.